# Jerikos murar

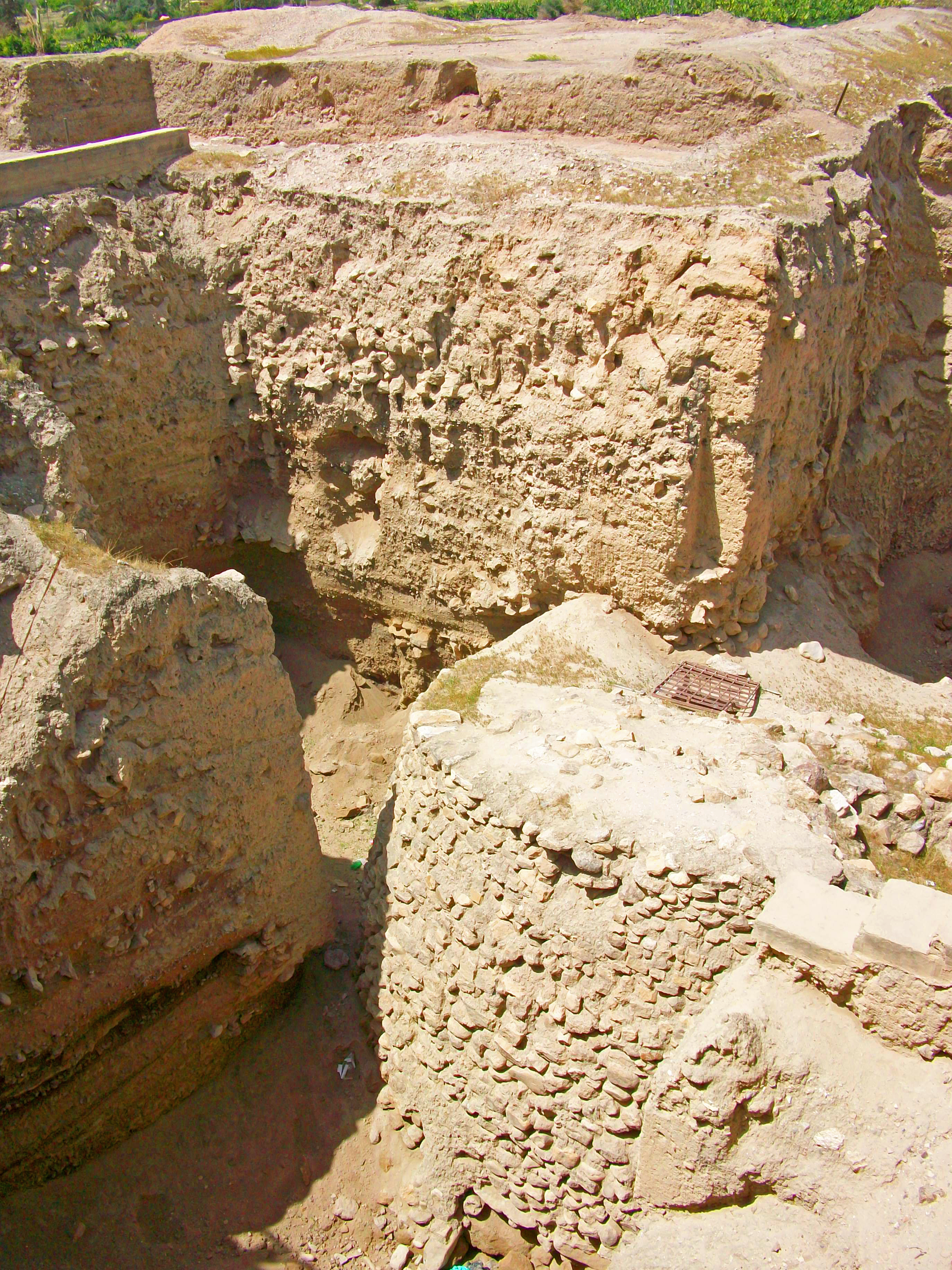
Utgrävda delar av Jerikos murar.

Jerikos murar är en skyddsmur för försvar eller mot översvämning som föreslagits datera sig omkring 8000 f.Kr.

## Biblisk berättelse
Enligt Bibeln fanns en enorm mur kring staden Jeriko vid tiden omkring 1400 f.Kr. Det var staden och Kanaans land, som guden Jahve hade lovat israeliterna efter den 40 år långa vandringen genom öknen efter slaveriet i Egypten. Eftersom de som bodde i staden Jeriko var rädda för israeliterna och vägrade släppa in dem, ledde Josua, på sin guds befallning, israeliterna ett varv runt staden varje dag i sex dagars tid. Främst gick stridsmännen, därefter sju präster bärandes var sin jubelbasun, sedan förbundsarken och sist i ledet resten av israeliterna.
På den sjunde dagen gick de sju varv runt staden. Därefter blåste prästerna i sina jubelbasuner. När israeliterna hörde dessa höjde de upp ett stort härskri, och Jerikos murar föll. Israeliterna brände och dödade sedan allt som fanns i staden, förutom en prostituerad kvinna vid namn Rahab, som hade varit deras spion, och hennes familj och alla som tillhörde dem. Allt guld, silver och koppar man fann lades i herrens skattkammare. Sedan lade Josua en förbannelse på den som skulle komma på tanken att bygga upp staden Jeriko på nytt; när grunden var lagd, skulle den äldste sonen dö och när stadsportarna sattes upp, den yngste sonen.

## Staden och muren
Utgrävningar har visat att den första permanenta bebyggelsen låg på en kalkstensplatta med en aldrig sinande vattenkälla. Den första muren var kallmurad av natursten och fristående. De kommande stenmurarna hade en inre stöttning av jord. En av dessa tidiga (totalt ett dussin under flera tusen år) var ungefär 4–5 meter hög. Ovanpå den stod en 1,8 meter tjock och cirka 6–8 meter hög yttre tegelmur. På toppen av höjden fanns också en inre tegelmur, vars bas var ungefär 14 meter över den omgivande marken. En fullständig kronologi fick vetenskapen då den engelska arkeologen Catherine Kenyon grävde på platsen under åtta säsonger på 1950-talet.
Området innanför den inre tegelmuren var cirka 6 hektar stort. Om man beräknar att det bodde 100 personer per hektar, skulle befolkningen i övre staden ha varit omkring 600. Från utgrävningar vet man att människor också levde på jordvallen mellan de inre och yttre stadsmurarna. Där var husen enklare och det antyder att det var ett fattigare kvarter.

## Utgrävningar
Delar av Tell es-Sultan, platsen för det antika Jeriko, har undersökts i flera omgångar av arkeologer. Det arkeologerna funnit är rester av en stad med ett omfattande försvarsverk samt bostadshus och stenlagda gator. Tjocka lager av aska visar att staden brunnit. Delar av stödmuren samt både de yttre och inre tegelmurarna har rasat nerför sluttningen som staden var byggd på.
Den första större utgrävningen utfördes av en tysk-österrikisk expedition under ledning av Ernst Sellin och Carl Watzinger 1907-1909 och igen år 1911. Sellin och Watzinger uppskattade att Jeriko var övergivet (och därmed obefäst) under yngre bronsålder (ca 1550-1200 f.Kr.), den tid då israeliterna först dök upp i Kanaan.
Åren 1930 till 1936 undersöktes Jeriko av den brittiske arkeologen John Garstang. Garstang grävde ut den kollapsade dubbla stadsmuren på toppen av tellen. Han grävde också ut ett bostadsområde (kallat "City IV") på den sydöstra sluttningen. Undersökningen visade att det hade blivit förstört i en våldsam brand, och Garstang drog slutsatsen att fynden bekräftade den bibliska berättelsen. Garstang daterade förstörelsen av City IV till den tid då israeliterna kom till Kanaan, omkring 1400 f.Kr.
Den mest omfattande utgrävningen genomfördes 1952-1958 av Kathleen Kenyon. Hon introducerade noggranna stratigrafiska utgrävningsmetoder med detaljerad analys av jordlagren och uppmätningar av utgrävningsschakten. Kenyons undersökning bekräftade mycket av det Garstang upptäckt; 
"The destruction was complete. Walls and floors were blackened or reddened by fire, and every room was filled with fallen bricks, timbers, and household utensils; in most rooms the fallen debris was heavily burnt, but the collapse of the walls of the eastern rooms seems to have taken place before they were affected by the fire."
Däremot kom Kenyon fram till andra slutsatser än Garstang när det gällde dateringen av Jeriko.

## Datering av Jeriko
Det finns olika uppfattningar om när det bibliska Jeriko egentligen förstörde (av totalt finns drygt 20 kulturlager med en förstörd stad). Kenyon daterade murarna till äldre bronsåldern. Och förstörelsen av ”City IV” (som Garstang hade daterat till cirka 1400 f.Kr.) skedde, enligt Kenyon, vid slutet av den mellersta bronsåldern, cirka 1550 f.Kr. Kenyons datering innebär att Jeriko skulle ha övergivits före den tid då man räknar med att israeliterna kom till Kanaan, och att bibelversionen därmed saknar stöd i vetenskapen. Enligt Kenyon finns inget från denna tid bevarat, men däremot har mycket från tidigare lämningar, när platsen befolkades och den första av stenmurarna restes för över 10 000 år sedan, grävts fram enligt Kenyon (1959) m.fl.
Kenyons datering är ifrågasatt av Bryant G. Wood, vid University of Toronto, baserat på keramikfynd samt egyptiska skarabéer från Jeriko kommit fram till att Jerikos förstörelse inte kan ha skett så tidigt som Kenyon hävdade utan bör ha skett omkring 1400 f.Kr. Noterbart är att Wood (liksom på 1930-talet Garstang) tillhör den grupp som har Bibeln som grund och försöker anpassa sina bedömningar så dess historier passar in i det verkliga skeendet. Utanför denna grupp är hans bedömningar i stort inte accepterade.